# Ветреничка дубравная
Ветреничка дубравная (лат. Anemonoides sylvestris) — многолетнее травянистое растение; вид рода Ветреничка (Anemonoides) семейства Лютиковые (Ranunculaceae). В литературе и интернет-источниках чаще встречается как Ветреница дубравная по устаревшему синонимичному названию лат. Anemone nemorosa. 

## Ботаническое описание

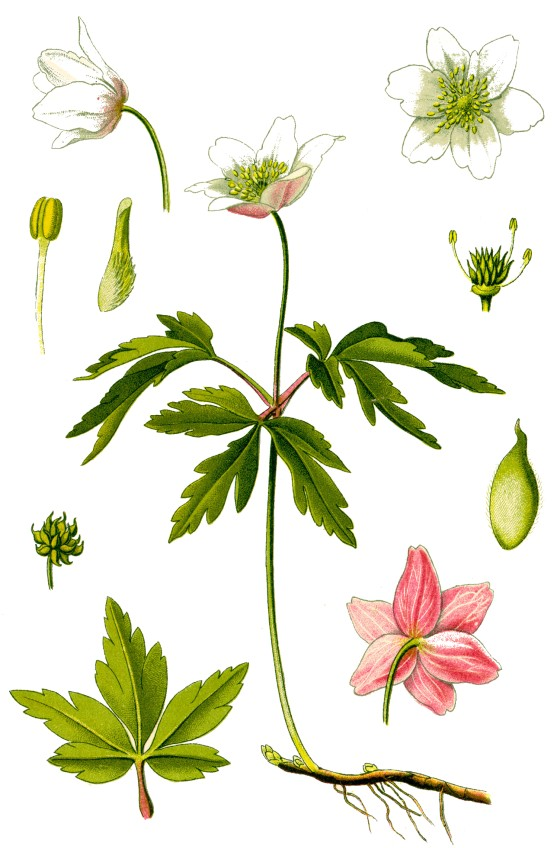

Ветреничка дубравная — травянистое растение высотой до 25 см.
Корневище утолщённое, горизонтальное, цилиндрическое. Оно ветвится и быстро разрастается, обеспечивая образование густых зарослей.
Листья трижды рассечённые.
Цветоносы одиночные и несут по одному цветку. Цветки белые с фиолетовым оттенком на наружной стороне лепестков. Они достигают 2—6 см в диаметре. Лепестки яйцевидные. Их количество изменяется от шести до восьми. Растение цветёт с конца апреля до середины мая. Формула цветка: {\displaystyle \ast P_{6-8}\;A_{\infty }\;G_{\underline {\infty }}}.
Многочисленные семена созревают в июне и следующей весной обеспечивают появление массового самосева.

## Распространение и экология

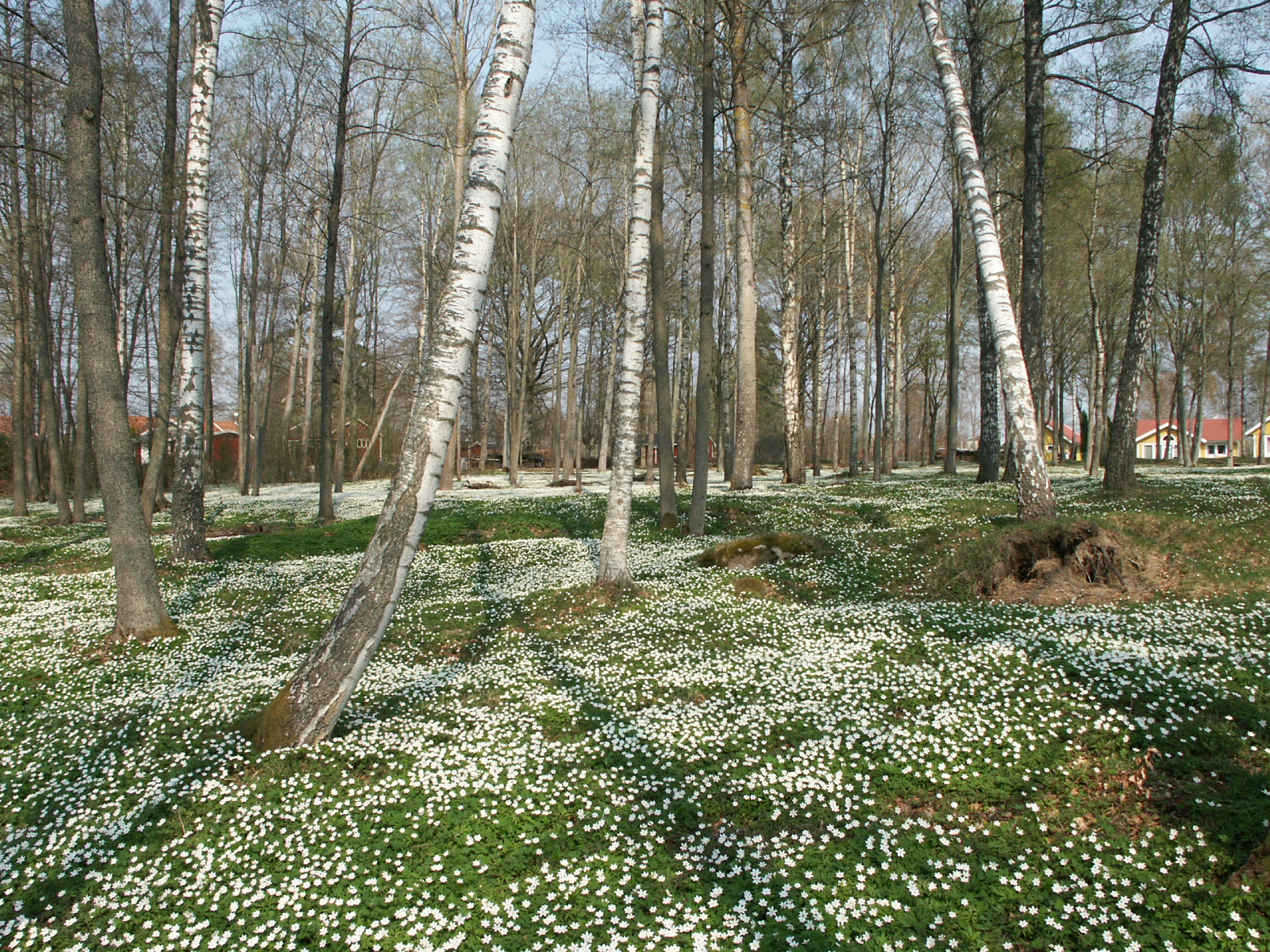
Ковёр из ветреницы дубравной (Швеция)

Растение распространено в лесной зоне европейской части России, Западной Европе и Средиземноморье.
Ветреничка дубравная произрастает обычно в широколиственных лесах, иногда в елово-широколиственных, может доминировать в травостое. Присутствие данного вида в еловом лесу обычно свидетельствует о вытеснении елью бывших здесь когда-то дубовых лесов.

## Значение и применение
Ветреничка дубравная даёт пчёлам нектар и бледно-жёлтую пыльцу.

## В садоводстве

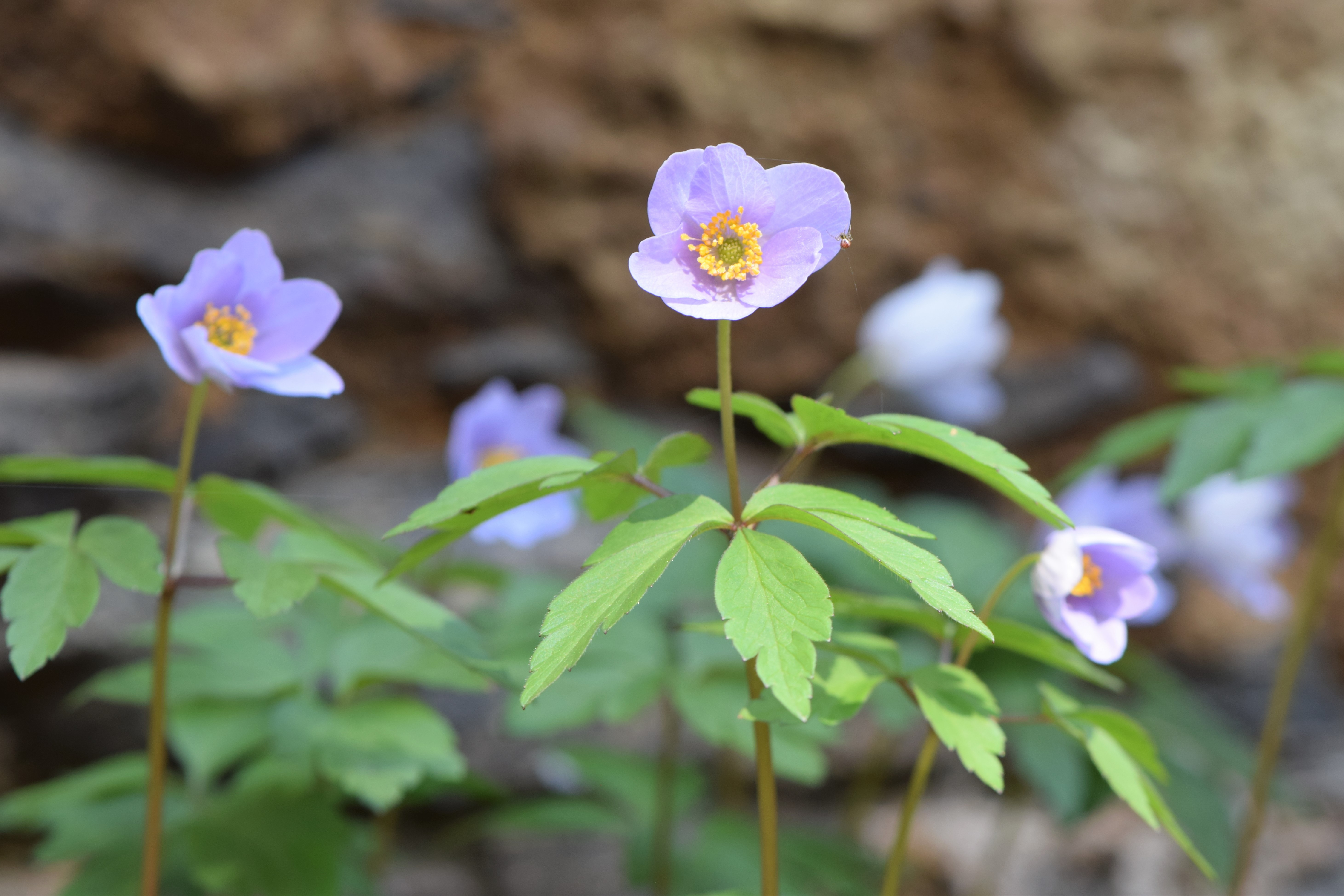
Сорт 'Robinsoniana'

Вид используется в качестве декоративного растения. Выведены многочисленные сорта, например,
- 'Vestal' — чисто-белые цветки с пушистым махровым центром[5].
- 'Green Fingers' — белые цветки с зелёным махровым центром[5].
- 'Robinsoniana' — крупные цветки нежного сиреневого цвета[5].
- 'Ice and Fire' — цветки холодного голубого цвета с контрастной красной спинкой лепестков[5].
- 'Bracteata Pleniflora' — сорт с полумахровыми белыми цветками с густыми зелеными прицветниками[5].
- 'Alborosea' — после роспуска цветки белые, по мере цветения окрашиваются в розовый и далее в малиновый цвет[5].
- 'Blue Eyes' — цветки белые, махровые с голубым «глазом»[5].
- 'Wilk’s Giant' — побеги высокие, цветки простые, белые при отцветании светлорозовые, светло-зелёные листья[6].
- 'Allenii' — лепестки лавандового цвета[7].
- 'Plena' — цветки белые, махровые[7].

## Классификация

### Таксономия
Anemonoides nemorosa (L.) Holub, 1973, Folia Geobot. Phytotax. 8: 166
Вид Ветреничка дубравная относится к роду Ветреничка (Anemonoides) семейства Лютиковые (Ranunculaceae) порядка Лютикоцветные (Ranunculales). Таксономическая схема в соответствии с Системой APG IV по состоянию на декабрь 2023 года:
|  |                                      |  |                                   |                                   |                     |  | ещё 6 семейств | ещё 6 семейств |                          |  |  |  | еще 36 подтвержденных видов и 6 видов, ожидающих подтверждения |
|  |                                      |  |                                   |                                   |                     |  | ещё 6 семейств | ещё 6 семейств |                          |  |  |  | еще 36 подтвержденных видов и 6 видов, ожидающих подтверждения |
|  |                                      |  |                                   | порядок Лютикоцветные             |                     |  |                |                | род Ветреничка           |  |  |  |                                                                |
|  |                                      |  |                                   | порядок Лютикоцветные             |                     |  |                |                | род Ветреничка           |  |  |  |                                                                |
|  | отдел Цветковые, или Покрытосеменные |  |                                   |                                   | семейство Лютиковые |  |                |                | вид Ветреничка дубравная |  |  |  |                                                                |
|  | отдел Цветковые, или Покрытосеменные |  |                                   |                                   | семейство Лютиковые |  |                |                |                          |  |  |  |                                                                |
|  |                                      |  | ещё 63 порядка цветковых растений | ещё 63 порядка цветковых растений |                     |  |                | ещё 53 рода    | ещё 53 рода              |  |  |  |                                                                |
|  |                                      |  |                                   | ещё 63 порядка цветковых растений |                     |  |                |                | ещё 53 рода              |  |  |  |                                                                |

### Синонимы
- Anemanthus nemorosus Fourr.
- Anemonanthea nemorosa Gray
- Anemone alba Gilib.
- Anemone intermedia M.Winkl. ex Pritz.
- Anemone nemorosa L.
- Anemone nemorosa f. vulgaris Ulbr.
- Anemone nemorosa-alba Crantz
- Anemone pentaphylla Hook. ex Pritz.
- Anemone ranunculoidi-nemorosa Kunze ex Lange
- Pulsatilla nemorosa Schrank
- Ranunculus nemorosus Garsault

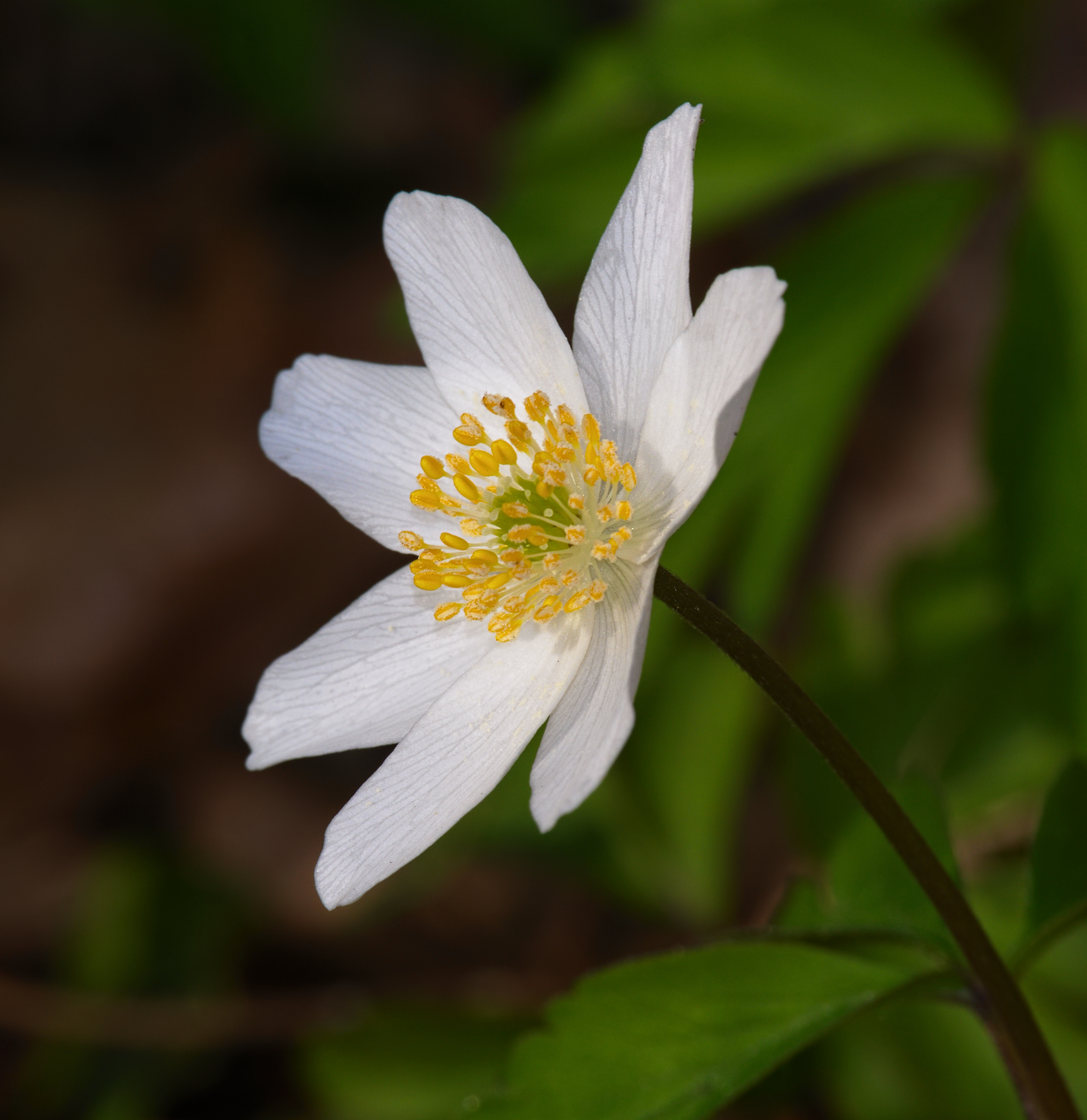
Цветок
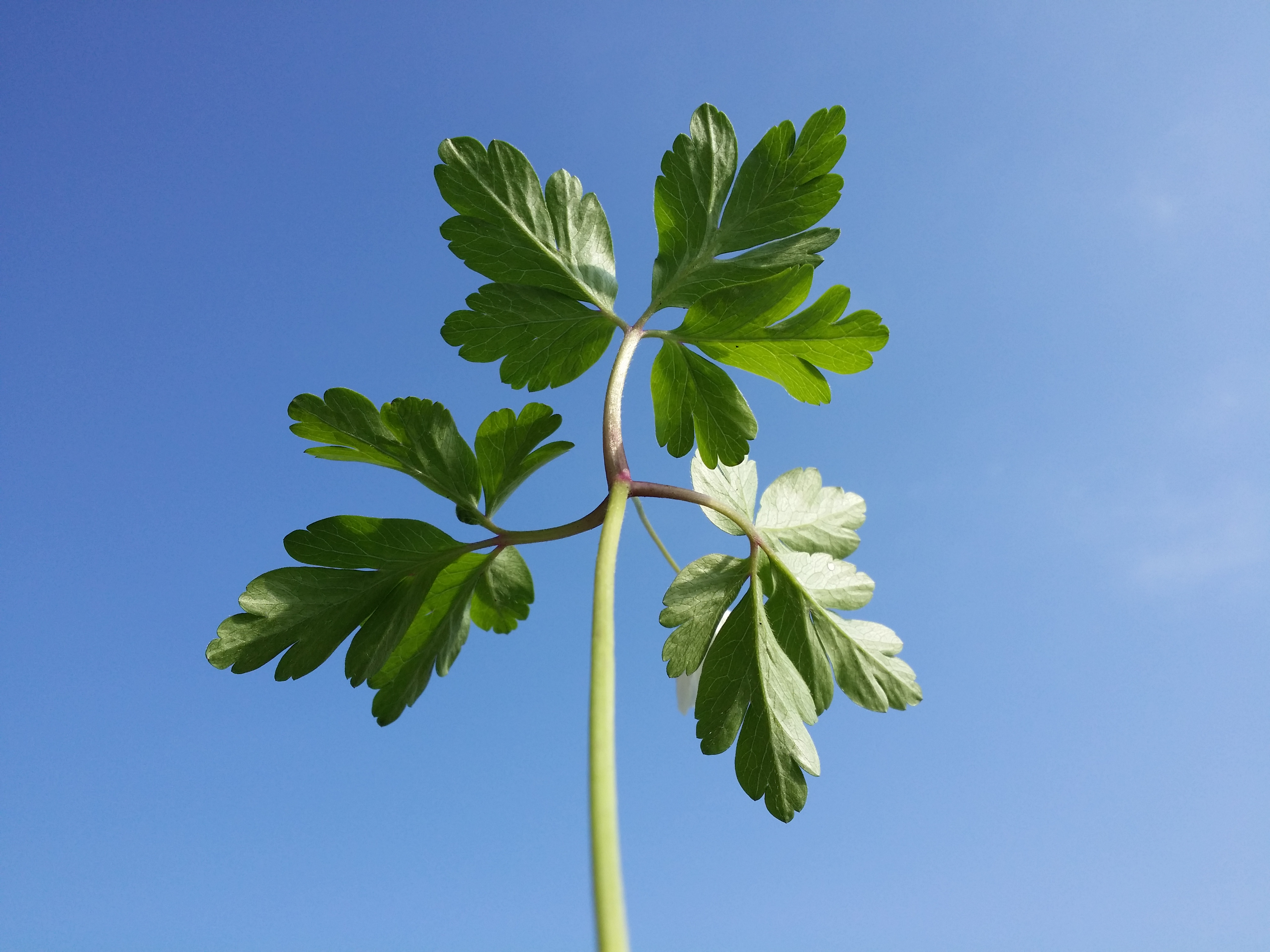
Лист
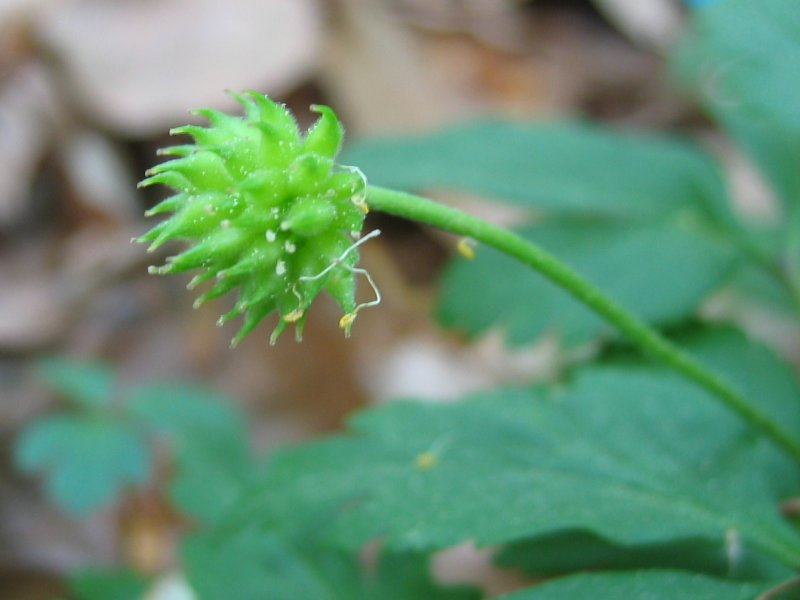
Плод
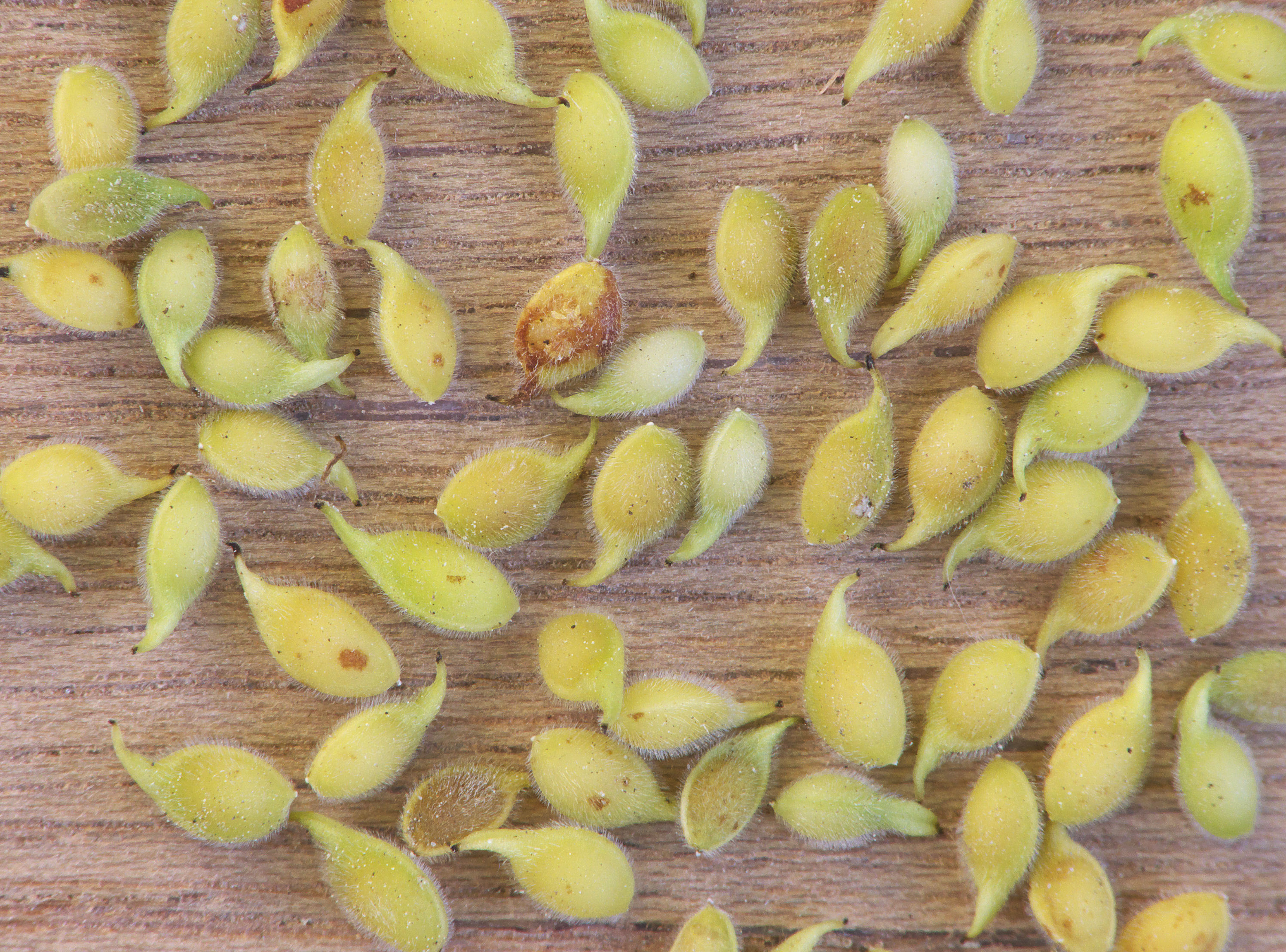
Семена